# Diamonds for Breakfast
A Diamonds for Breakfast Amanda Lear francia énekesnő negyedik nagylemezének a címe.
Az album 1980 januárjában jelent meg. Műfaja diszkó, kiadója a nyugatnémet Ariola Records. Az LP főleg Skandináviában és Olaszországban volt nagyon sikeres.

## A dalok

### „A” oldal
1. Rockin’ Rollin' (I Hear You Nagging) (A. Monn – A. Lear) 3.04
2. I Need a Man (A. Monn – D. Kawohl – A. Lear) 3.39
3. It’s a Better Life (A. Monn – A. Lear) 4.28
4. Oh Boy (A. Monn – A. Lear) 4.30
5. Insomnia (Ch. Ricanek – A. Lear) 3.15

### „B” oldal
1. Diamonds (A. Monn – A. Lear) 4.57
2. Japan (A. Monn – A. Lear) 3.13
3. Fabolous (Lover, Love Me) (R. Pietsch – A. Lear) 5.25
4. Ho fatto l’amore con me (Cristiano Malgioglio) 3.14
5. When (R. Pietsch – A. Monn – A. Lear) 3.25

## Különböző kiadások
- 1980, NSZK: Ariola 201 265-320.
- 1980, NSZK: Ariola 302 208.
- 1980, Spanyolország: Ariola 1-201265.
- 1980, Kanada: Quality Sv 2070.
- 1980, Jugoszlávia: RTB St 2220164.

## Alternatív változat
- 1980, Olaszország: RCA Victor PL 31503 (LP), PK 31503 (kazetta)

### „A” oldal
1. Rockin' Rollin' (I Hear You Nagging)
2. I Need a Man
3. It's a Better Life
4. Oh Boy
5. Insomnia (olasz változat, közreműködik: Alain-Philippe Malagnac, ének) (Charly Ricanek – Amanda Lear) 3:15

### „B” oldal
1. Ciao (A When olasz nyelvű változata) (Rainer Pietsch – Anthony Monn – Amanda Lear) 3:25
2. Ho fatto l'amore con me (Alternative version) (Cristiano Malgioglio – M.A. Sisini – Giuni Russo) 3:15
3. Diamonds
4. Japan
5. Fabulous (Lover, Love Me)

## Kimásolt kislemezek

### 7"
- 1979: Fabulous (Lover Love Me) (Single Mix) / Oh Boy (NSZK, Ariola 100 899-100)
- 1979: Fabulous (Lover Love Me) (Single Mix) / Oh Boy (Franciaország, Eurodisc  911 229 (100.899) WE 171)
- 1979: Fabulous (Lover Love Me) (Single Mix) / Oh Boy (Olaszország, Ariola ZBAR 7160)
- 1979: Fabulous (Lover Love Me) (Single Mix) / Oh Boy (Edit 3.30) (Dél-Afrika, Ariola ARS 247)
- 1980: Diamonds ((Single Mix) / It's a Better Life (NSZK, Ariola 101212 - 100)
- 1980: Diamonds (Single Mix) / It's a Better Life (Franciaország, Arabella 101212)
- 1980: Diamonds (Single Mix) / It's a Better Life (Chile, Ariola ARS-10.038)
- 1980: Fabulous (Lover Love Me) (Single Mix) / Oh Boy (Kolumbia, Ariola YK-138-K)
- 1980: Ho fatto l'amore con me / Rockin' Rollin' (I Hear You Nagging) (Franciaország, Arabella 101493)
- 1980: Ho fatto l'amore con me (Alternative version) / Diamonds (Album version) (Olaszország, RCA Victor PB 6432)
- 1980: When / Ho fatto l'amore con me (Svédország, Ariola S-201)
- 1980: Japan / Diamonds (Album version) (Japán, Columbia Ariola YK-144-K))
- 1980: Ciao (A When olasz nyelvű változata) (Olaszország, RCA Victor)
- 1980: Solomon Gundie (Sintas) 3:58 (Albumon nem jelent meg) / Rockin' Rollin' (I Hear You Nagging) (Olaszország, RCA Victor PB 6484)
- 1980: Solomon Gundie / Rockin' Rollin' (I Hear You Nagging) (NSZK, Ariola 102 223 - 100)
- 1980: Solomon Gundie / Rockin' Rollin' (I Hear You Nagging) (Franciaország, Arabella 102223)
- 1980: Solomon Gundie / Rockin' Rollin' (I Hear You Nagging) (Hollandia, Ariola 102 223)
- 1980: Solomon Gundie / Rockin' Rollin' (I Hear You Nagging) (Törökország, Türküola/Ariola 102.223)

### 7" EP
- 1980: La Bagarre (1976) / Chat De Gouttière (Amanda Lear) - 3:24 (Albumon nem jelent meg) / Insomnia (Franciaország, Arabella 101489)
- 1980: Amiga Quartett: Rockin' Rollin' (I Hear You Nagging) / I Am a Photograph (1977) / Follow Me (1978) / Run Baby Run (1978) (NDK, Amiga 5 56 001)

## Orosz CD
Az LP-k hanganyaga alapján.
- Never Trust a Pretty Face / Diamonds for Breakfast

## Legnépszerűbb slágerek
- I Need a Man
- Diamonds

Svédország: 1980. május 16-ától  1 hétig. Legmagasabb pozíció: 18. hely

Norvégia: 1980. a 11. héttől kezdve:  5 hétig. Legmagasabb pozíció: 7. hely
- Japan
- Fabulous (Lover, Love Me)

Svédország: 1979. október 15-étől  6 hétig. Legmagasabb pozíció: 8. hely
- When

## Az album slágerlistás helyezései
Ausztria: 1980. május 1-jétől 8 hétig. Legmagasabb pozíció: 11. hely

Svédország: 1980. március 21-étől 7 hétig. Legmagasabb pozíció: 4. hely

Norvégia: 1980. a 12. héttől kezdve: 10 hétig. Legmagasabb pozíció: 10. hely